# مارك تاربنينغ
مارك تاربنينغ (بالإنجليزية: Marc Tarpenning)‏ (من مواليد 1 يونيو 1964) رجل أعمال ومهندس أمريكي ساهم في تأسيس شركة تيسلا التي سميت فيما بعد تيسلا موتورز مع مارتن إبرهارد في 2003، شغل فيها العديد من المناصب مثل المدير المالي ثم منصب رئيس قسم الهندسة الكهربائية حتى عام 2008.

## السيرة الذاتية

### الحياة السابقة
ولد مارك تاربنينغ في مدينة ساكرامنتو بولاية كاليفورنيا في 1 يونيو 1964. إلتحق بعدها بجامعة كاليفورنيا في بركلي وحصل منها على درجة البكالوريوس في علوم الكمبيوتر في عام 1985.

### الحياة العملية
بدأ تاربنينغ حياته العملية بالعمل في شركة تيكسترون داخل المملكة العربية السعودية.
في 1997، أسس كلا من تاربنينغ ومارتن إبرهارد شركة نوفوميديا، شركة مختصة بالكتب الإلكترونية، ذا روكيت بوك، في عام 1998. في عام 2000، اشترت شركة جيمستار الدولية شركة نوفوميديا مقابل 187 مليون دولار.
في عام 2003، تعاون الثنائي المكون من تاربنينغ ومارتين إبرهارد مرة أخرى في تأسيس شركة تيسلا موتورز. قام الشريكان المؤسسان بتمويل الشركة حتى أوائل عام 2004، بعدها بدأ إيلون ماسك حملة تمويل للمؤسسة بقيمة 7.5 مليون دولار في فبراير 2004 ليصبح رئيس مجلس الإدارة. استمر تاربنينغ في العمل في منصب المدير المالي ثم نائب رئيس قسم الهندسة الكهربائية حتى عام 2008.
بعد مغادرة تيسلا، بدأ تاربنينغ العمل كمستشار في العديد من مجالس إدارة الشركات بما في ذلك جامعة كاليفورنيا في بركلي.

## وصلات خارجية
- محاضرة مارك تاربنينغ عام 2017
- مارك تاربنينغ، نشأة تيسلا موتورز
- جولة داخل تاريخ تيسلا موتورز.